# Абашево (Спаський район)
Аба́шево (рос. Абашево) — село складі Спаського району Пензенської області, Росія.
Населення — 422 особи (2010; 475 у 2002).
Національний склад станом на 2002 рік:
- росіяни — 97 %